# Víktor Zubkov
Víktor Alekséyevich Zubkov (en ruso: Ви́ктор Алексе́евич Зубко́в; 15 de septiembre de 1941) es un político ruso que ocupó de 2007 a 2008 el cargo de   Presidente del Gobierno Federal de Rusia.
Zubkov nació el 15 de septiembre de 1941 en Kushva, en el Óblast de Sverdlovsk, en Rusia (en esa época Rusia formaba parte de la Unión Soviética). Se graduó en el Departamento Económico del Instituto de Agricultura de la entonces Leningrado (actual San Petersburgo) en el año 1965. Entre 1965 y 1967 (durante 18 meses) prestó su servicio militar obligatorio.
Entre 1967 y 1985 Víktor Zubkov trabajó en varios cargos de gerencia en diferentes koljozes (granjas colectivas soviéticas administradas por el Estado) ubicados en el Óblast de Leningrado.
Entre 1985 y 1991 ocupó varios puestos de importancia en la sección regional del Óblast de Leningrado del Partido Comunista de la Unión Soviética. Desde 1989 y hasta 1991 fue vicepresidente primero del Comité Ejecutivo del Partido Comunista Soviético del Óblast de Leningrado.
Entre enero de 1992 y noviembre de 1993 Zubkov fue vicepresidente del Comité de Relaciones Exteriores de la Alcaldía de San Petersburgo, en la época en que el actual Presidente de Rusia, Vladímir Putin, era vicealcalde de San Petersburgo. Desde aquel entonces nació la estrecha relación entre Putin y Zubkov, y este último ha sido uno de los colaboradores más cercanos del mandatario ruso.
Desde el 3 de noviembre de 1993 y hasta el 30 de noviembre de 1998 Zubkov era el jefe del Departamento de San Petersburgo de la Inspección de Impuestos del Estado de Rusia. Al mismo tiempo era vicepresidente de la Inspección de Impuestos del Estado para San Petersburgo.
En diciembre de 1998, cuando la Inspección de Impuestos del Estado fue eliminada y sustituida por el Ministerio de Impuestos de Rusia, Zubkov fue nombrado jefe de la Dirección de San Petersburgo del Ministerio de Impuestos. El 23 de julio de 1999 Zubkov fue designado viceministro de Impuestos para la Región del Noroeste de Rusia. En pocos días también lo nombraron jefe de la Dirección para San Petersburgo y el Óblast de Leningrado del Ministerio de Impuestos, acumulando este cargo al de viceministro.
El 12 de agosto de 1999 fue postulado como candidato a gobernador del Óblast de Leningrado; pero perdió las elecciones del 19 de septiembre de 1999, al obtener el 8,64% de los votos y quedar en cuarto lugar entre los 16 candidatos.
El 5 de noviembre del 2001 Zubkov dejó sus cargos en el Ministerio de Impuestos y fue nombrado viceministro primero de Hacienda de Rusia y presidente del Comité de Supervisión Financiera del Ministerio, ente encargado de luchar contra el lavado de dinero y blanqueo de capitales.
El 16 de marzo del 2004 el Comité de Supervisión Financiera fue transformado en el Servicio Federal de Supervisión Financiera y Zubkov fue nombrado su director. El Servicio de Supervisión Financiera tiene un considerable poder en la Rusia actual, ya que con sus competencias y atribuciones para combatir el lavado de dinero del terrorismo, el narcotráfico y otras actividades ilícitas puede controlar y coaccionar a la banca y a las élites financieras rusas (los llamados "oligarcas rusos").
El 12 de septiembre del 2007 Mijaíl Fradkov presentó su renuncia como presidente del Gobierno ruso al presidente de la Federación, Vladímir Putin, que inmediatamente anunció el nombramiento de Víktor Zubkov como nuevo presidente del gobierno. La decisión de Putin tomó por sorpresa a todo el mundo, ya que se esperaba que nombrara presidente del gobierno a alguno de los dos funcionarios que eran vistos como los favoritos de Putin para sucederlo en la presidencia rusa. Incluso algunos interpretaron que podría estar pensando apoyar a Zubkov para ser su sucesor.
El 14 de septiembre del 2007 la Duma (Cámara Baja del Parlamento ruso) aprobó la propuesta de Putin de nombrar presidente del Gobierno a Zubkov. La elección de Zubkov era de esperarse porque el partido político de Putin tenía una mayoría aplastante en la Duma, y contaba además con otros aliados en la Cámara parlamentaria. Al final, Zubkov obtuvo los votos a favor de 381 diputados de la Duma; 47 diputados votaron en contra y 8 se abstuvieron. Como de acuerdo a la Constitución rusa necesitaba como mínimo los votos a favor de la mitad más uno de los diputados para ser elegido presidente del Gobierno, es decir, 226 diputados; su ratificación fue abrumadora. En la presentación de su programa de gobierno prometió luchar para disminuir la inflación y continuar reduciendo los impuestos, mejorar la puesta en práctica de la política social y combatir la corrupción.
El 7 de mayo del 2008, Zubkov presentó su renuncia como presidente del Gobierno al nuevo presidente Dmitri Medvédev; al día siguiente, el 8 de mayo, la Duma ratificó a Vladímir Putin como su sucesor. El 12 de mayo del 2008 Putin propuso a Medvédev el nombramiento de Zubkov como uno de los dos primeros vicepresidentes del gobierno ruso; por lo que continuaba en el Gobierno ruso. Además, Zubkov reemplazó a Medvédev como presidente de la junta de directores de la empresa Gazprom (la gigantesca empresa rusa de la industria del gas natural y una de las empresas más poderosas del mundo); un cargo que ejercía simultáneamente al de Primer Vicepresidente del Gobierno.
El 21 de mayo de 2012 Zubkov dejó de ser Primer Vicepresidente del Gobierno, con lo cual abandonó el gobierno ruso; pero continúa como presidente de la junta de directores de Gazprom.
La hija de Zubkov está casada con el exministro de Defensa ruso Anatoli Serdiukov.